# Michael Cristofer
Michael Ivan Cristofer (Trenton (New Jersey), 22 januari 1945) is een Amerikaans acteur, filmregisseur, scenarioschrijver, toneelregisseur en toneelschrijver. 

## Biografie
Cristofer werd geboren in Trenton (New Jersey) en begon zijn carrière als acteur in het theater, hierin is hij ook actief als toneelschrijver en toneelregisseur. In 1977 maakte hij zijn debuut op Broadway met het toneelstuk The Cherry Orchard in de rol van Trofimov en Petr Sergeyevich. Hierna speelde hij de rol van Claudius in het toneelstuk Hamlet (1992) en de rol van Alfieri in het toneelstuk A View From the Bridge (2010). Als toneelschrijver schreef hij voor Broadway het toneelstuk The Shadow Box (1977 en 1994) en als toneelregisseur regisseerde hij het toneelstuk Candida (1981-1982). 
Cristofer begon in 1974 met acteren voor televisie in de televisieserie The Magician, waarna hij nog meerdere rollen speelde in televisieseries en films. Hij is onder andere bekend van zijn acteren in The Little Drummer Girl (1984), Die Hard with a Vengeance (1994), Smash (2012-2013), Chronic (2015) en Mr. Robot (2015-2019)

## Filmografie

### Films
Uitgezonderd korte films.
- 2018 Last Supper - als Raymond
- 2016 Year by the Sea - als Robin
- 2015 The Girl in the Book - als vader
- 2015 Chronic - als John
- 2015 The Adderall Diaries - als Paul Hora
- 2014 Emoticon ;) - als Walter Nevins
- 2009 Love and Other Impossible Pursuits - als Sheldon
- 1995 Die Hard with a Vengeance - als Bill Jarvis
- 1984 The Little Drummer Girl - als Tayeh
- 1978 An Enemy of the People - als Hovstad
- 1976 The Entertainer - als Frank
- 1975 Knuckle - als Curley
- 1975 Crime Club - als Frank Swoboda
- 1974 The Crazy World of Julius Vrooder - als Alessini

### Televisieseries
Uitgezonderd eenmalige gastrollen.
- 2024 Fallout - als oudere Cleric Quintus - 2 afl.
- 2015-2019 Mr. Robot - als Phillip Price - 32 afl.
- 2013 Ray Donovan - als priester / Danny O'Connor  - 5 afl.
- 2013-2014 American Horror Story - als Harrison Renard - 3 afl.
- 2012-2013 Smash - als Jerry Rand - 15 afl.
- 2010 Rubicon - als Truxton Spangler - 11 afl.
- 1974-1976 Lincoln - als John Nicolay - 5 afl.
- 1974 Gunsmoke - als Ben - 2 afl.

### Filmregisseur
- 2024 The Great Lillian Hall - film
- 2020 The Night Clerk - film
- 2001 Original Sin - film
- 1999 Body Shots - film
- 1998 Gia - film
- 1973 Candida - film

### Scenarioschrijver
- 2023 The Metropolitan Opera HD Live - televisieserie - 1 afl.
- 2020 The Night Clerk - film
- 2016 The Bleeder - film
- 2009 Eastwick - televisieserie - 1 afl.
- 2009 Georgia O'Keeffe - film
- 2005 Casanova - film
- 2001 Original Sin - film
- 1998 Gia - film
- 1997 Breaking Up - film
- 1993 Mr. Jones - film
- 1992 The Witches of Eastwick - televisieserie
- 1990 The Bonfire of the Vanities - film
- 1987 The Witches of Eastwick - film
- 1984 Falling in Love - film
- 1980 The Shadow Box - film

## Prijzen
- Daytime Emmy Award
  - 1998 in de categorie Uitstekende scenario voor een Film met de film The Shadow Box – genomineerd.
  - 1981 in de categorie Uitstekende scenario voor een Film met de film Gia – genomineerd.
- Academy of Science Fiction, Fantasy & Horror Films
  - 1988 in de categorie Beste Schrijver met de film The Witches of Eastwick – genomineerd.
- Directors Guild of America Award
  - 1999 in de categorie DGA Award met de film Gia – gewonnen.
- Gen Art Film Festival
  - 2013 in de categorie Cast Collaboration Award met de film Emoticon ;) – gewonnen.
- Hugo Award
  - 1988 in de categorie Beste Dramatische Presentatie met de film The Witches of Eastwick – genomineerd.
- Humanitas Prize
  - 1981 in de categorie Humanitas Prize met de film The Shadow Box – genomineerd.
- Golden Raspberry Award
  - 1991 in de categorie Slechtste Scenario met de film The Bonfire of the Vanities – genomineerd.
- Writers Guild of America Award
  - 2010 in de categorie WGA Award met de film Georgia O'Keeffe – gewonnen.
  - 1999 in de categorie WGA Award met de film Gia – genomineerd.

- Bibsys: 3006724
- Biblioteca Nacional de España: XX1266517
- Bibliothèque nationale de France: cb140440920 (data)
- Gemeinsame Normdatei: 124088910
- International Standard Name Identifier: 0000 0001 1446 2474
- Library of Congress Control Number: n85105664
- MusicBrainz: 8ce29171-6bbd-4346-8f4f-2c4294e5fbfc
- Nationale Bibliotheek van Tsjechië: xx0066981
- Nationale Bibliotheek van Israël: 987007436836305171
- Nederlandse Thesaurus van Auteursnamen: 126426449
- SNAC: w6xh0ms4
- Système universitaire de documentation: 070499691
- Virtual International Authority File: 64207608
- WorldCat: E39PBJbMbVqXh6QPcg3gKPXDbd